# Pisutnes
Pisutnes (persa antiguo: Pišišyaothna) era hijo de un noble llamado Histaspes. El padre es desconocido pero es posible que fuera miembro de la familia real aqueménida que gobernaba el Imperio. Lo que sí es indudable es que Pisutnes era sátrapa de Lidia en el 440 a. C. Había servido a los intereses de su rey Artajerjes I apoyando a la oligarquía de Samos, quien se había rebelado contra Atenas, la polis griega que regularmente atacaba las posesiones persas del Asia Menor. Sin embargo, los atenienses fueron capaces de acabar con la revuelta de su aliado.
Durante la primera parte de la guerra del Peloponeso, la llamada guerra arquidámica, Esparta y Atenas estaban en continuo conflicto. Pisutnes repitió su política entre el 430 a. C. y el 428 a. C. apoyando a la ciudad aliada ateniense Colofón en Lidia, contra su señor enviando mercenarios a la ciudad. Al año siguiente, cuando los griegos de Lesbos se rebelaron asimismo contra Atenas, ofrecieron a Esparta un tratado de alianza con Pisutnes. Sin embargo, Atenas pudo evitar la escalada de la rebelión.
En el 420 a. C., por razones desconocidas, Pisutnes se rebeló contra el rey Darío II. El rey envió al noble Tisafernes a Lidia para hacerse cargo de la situación. Tisafernes fue capaz de incitar a la rebelión a los mercenarios griegos de Pisutnes contra su señor. Una vez logrado esto, ofreció entablar negociaciones con Pisutnes. Cuando éste llegó al sitio establecido para hablar, fue arrestado, enviado al rey y ejecutado.
Tisafernes sucedió entonces a Pisutnes en el gobierno de la satrapía. Durante los primeros años tuvo que seguir luchando contra el hijo de Pisutnes, Amorges, quien continuó rebelándose con la ayuda ateniense. Es probable que esta intervención de Atenas en territorio persa fuera decisiva para que el rey persa decidiera apoyar a Esparta al final de la guerra del Peloponeso, en la fase denominada Guerra de Decelia.